# Fréteval (Loir i Cher)
Fréteval és un municipi francès, situat al departament del Loir i Cher i a la regió de Centre – Vall del Loira. L'any 2007 tenia 1.032 habitants.

## Demografia

### Població
El 2007 la població de fet de Fréteval era de 1.032 persones. Hi havia 447 famílies, de les quals 153 eren unipersonals (60 homes vivint sols i 93 dones vivint soles), 165 parelles sense fills, 113 parelles amb fills i 16 famílies monoparentals amb fills. La població ha evolucionat segons el següent gràfic:
Habitants censats

### Habitatges
El 2007 hi havia 613 habitatges, 458 eren l'habitatge principal de la família, 114 eren segones residències i 41 estaven desocupats. 574 eren cases i 21 eren apartaments. Dels 458 habitatges principals, 374 estaven ocupats pels seus propietaris, 65 estaven llogats i ocupats pels llogaters i 19 estaven cedits a títol gratuït; 5 tenien una cambra, 38 en tenien dues, 118 en tenien tres, 140 en tenien quatre i 156 en tenien cinc o més. 326 habitatges disposaven pel capbaix d'una plaça de pàrquing. A 239 habitatges hi havia un automòbil i a 157 n'hi havia dos o més.

### Piràmide de població
La piràmide de població per edats i sexe el 2009 era:
| Homes | Edats   | Dones |
| ----- | ------- | ----- |
| 0     | 95 o +  | 0     |
| 4     | 90 a 94 | 8     |
| 8     | 85 a 89 | 16    |
| 4     | 80 a 84 | 8     |
| 16    | 75 a 79 | 24    |
| 44    | 70 a 74 | 48    |
| 32    | 65 a 69 | 44    |
| 32    | 60 a 64 | 24    |
| 16    | 55 a 59 | 28    |
| 44    | 50 a 54 | 12    |
| 32    | 45 a 49 | 48    |
| 16    | 40 a 44 | 28    |
| 16    | 35 a 39 | 12    |
| 20    | 30 a 34 | 28    |
| 32    | 25 a 29 | 24    |
| 12    | 20 a 24 | 20    |
| 40    | 15 a 19 | 4     |
| 16    | 10 a 14 | 20    |
| 20    | 5 a 9   | 32    |
| 12    | 0 a 4   | 12    |

## Economia
El 2007 la població en edat de treballar era de 582 persones, 408 eren actives i 174 eren inactives. De les 408 persones actives 360 estaven ocupades (206 homes i 154 dones) i 48 estaven aturades (29 homes i 19 dones). De les 174 persones inactives 59 estaven jubilades, 37 estaven estudiant i 78 estaven classificades com a «altres inactius».

### Ingressos
El 2009 a Fréteval hi havia 466 unitats fiscals que integraven 1.046 persones, la mediana anual d'ingressos fiscals per persona era de 16.154,5 €.

### Activitats econòmiques
Dels 28 establiments que hi havia el 2007, 2 eren d'empreses alimentàries, 3 d'empreses de fabricació d'altres productes industrials, 1 d'una empresa de construcció, 8 d'empreses de comerç i reparació d'automòbils, 1 d'una empresa de transport, 4 d'empreses d'hostatgeria i restauració, 2 d'empreses financeres, 1 d'una empresa immobiliària, 2 d'empreses de serveis, 2 d'entitats de l'administració pública i 2 d'empreses classificades com a «altres activitats de serveis».
Dels 8 establiments de servei als particulars que hi havia el 2009, 1 era una oficina de correu, 1 una oficina bancària, 2 tallers de reparació d'automòbils i de material agrícola, 1 paleta, 1 perruqueria i 2 restaurants.
Dels 4 establiments comercials que hi havia el 2009, 1 era una gran superfície de material de bricolatge, 1 una botiga de menys de 120 m², 1 una fleca i 1 una peixateria.
L'any 2000 a Fréteval hi havia 5 explotacions agrícoles que ocupaven un total de 870 hectàrees.

## Equipaments sanitaris i escolars
El 2009 hi havia una escola elemental integrada dins d'un grup escolar amb les comunes properes formant una escola dispersa.

## Poblacions properes
El següent diagrama mostra les poblacions més properes.